# Hannelore Nussbaum

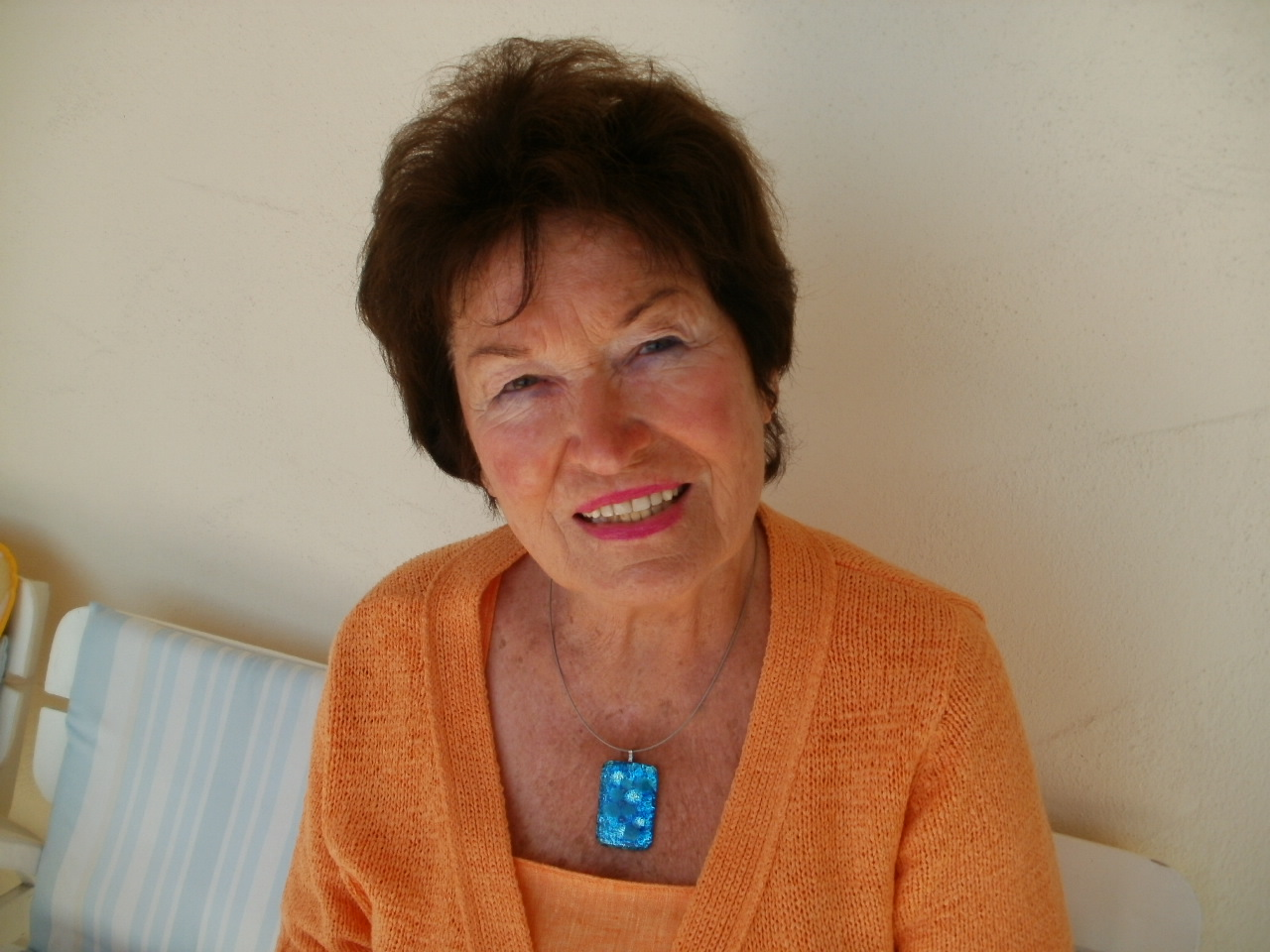
Hannelore Nussbaum

 Hannelore Nussbaum (* 1933 in Konstanz) ist eine deutsche Schriftstellerin.

## Leben
Nussbaum verbrachte ihre Kindheit und Schulzeit in Ulm. Nach einer Ausbildung im Design-Bereich heiratete sie einen Architekten und wurde seine Mitarbeiterin. Als Gasthörerin besuchte sie Vorlesungen in Literaturwissenschaft an der Pädagogischen Hochschule Weingarten.
Nussbaum schrieb Gedichte und Kurzgeschichten, die sie zunächst in Literaturzeitschriften und Anthologien veröffentlichte. Erste Gedichte wurden im Hörfunk gesendet (S2 Kultur). Über ihre jahrelange enge Freundschaft mit der Dichterin Maria Menz schrieb Nussbaum ein Buch. Von Martin Walser wurde sie „Die Bewahrerin“ genannt.
Sie lebt in Bad Schussenried und ist Mitglied im Verband deutscher Schriftsteller, im Ulmer Autoren e.V. und in Die Künstlergilde (Sitz Esslingen).

## Auszeichnungen
- 1992: HAFIZ-Preis für Prosa, Düsseldorf[1][3]
- 1997: Silbermedaille für Lyrik des Premio Letterario Internazionale, Provincia di Padova[1][3]
- 1996: Finalistin Lyrik-Wettbewerb Literaturbüro Nordrhein-Westfalen mit Lesung in der Kunsthalle Düsseldorf (Kom(m)ödchen)[3]

## Veröffentlichungen (Auswahl)
- Zieh’ einen Kreis. Gedichte, mit einem Vorwort von Maria Menz. Höhn, Biberach 1991. ISBN 3-924392-16-1
- Kastanientage. Geschichten und Gedichte. Biberacher Verlagsdruckerei, Biberach 1998, ISBN 3-924489-91-2.
- Die offene Tür. Begegnungen mit der Dichterin Maria Menz. Mit einem Vorwort von Martin Walser. Biberacher Verlagsdruckerei, Biberach 2002, ISBN 3-933614-14-7.
- Mein Südwort Heißt Venedig. Geschichten. Höhn, Biberach 2006, ISBN 978-3-924392-58-1.
- Pauline und das Mäuseglück. Kinderbuch. Biberacher Verlagsdruckerei, Biberach 2011, ISBN 978-3-933614-95-7.
- Das kirschrote Stirnband. Geschichten und Gedichte. Mit einem Vorwort von Imre Török, zepp.text.verlag, Biberach 2022, ISBN 978-3-9822160-7-2.

### Beiträge in Anthologien
- Lyrik 89. Edition Leu, Zürich 1989, ISBN 3-85667-026-2.
- Stadtmenschen. BRÜN-Verlag, Rüsselsheim am Main 1991, ISBN 3-926759-25-9.
- „…als wär’s ein Stück von mir“. Freier deutscher Autorenverband, 1991, ISBN 3-927392-28-6.
- „wo deine Bilder wachsen“. Wallstein Verlag, Göttingen 1994, ISBN 3-89244-185-5.
- In meinem Gedächtnis wohnst du. Brün, Rüsselsheim am Main 1997, ISBN 3-926759-41-0.
- Heim, Heimat, Heimatlos. Edition Schnittpunke, Lindau 1997, ISBN 3-9804163-2-1.
- Im Schatten. Edition Schnittpunkte, Lindau 2011, ISBN 978-3-943389-00-5.
- „und dir näher sein als irgendwem auf der Welt“. (Esslinger Reihe. 31.) Verlag Die Künstlergilde, 2002, ISBN 3-925125-51-5.
- Der Klang der Worte. Ulmer Autoren 81, Hess, Bad Schussenried 2011, ISBN 978-3-87336-380-9.
- Aufgelesen. Kurzgeschichten und Gedichte. Hrsg.: Ulmer Autoren 81. Gmeiner, Meßkirch 2023, ISBN 978-3-8392-0453-5.